# Слободская возвышенность
Слободская возвышенность  — возвышенность в Европейской части России в северо-западной части Смоленской области. Образует междуречье рек Каспли, Ельши, Западной Двины. Преобладающие отметки — 210—220 м, максимальные до 248,5 м.
Рельеф пересеченный крупно-холмистогрядовый, сложного состава, составлен из моренных холмов и гряд, друмлинов и озов; также представлены замкнутые котловины. Часть территории заболочена (юго-восточная оконечность).